# خلیفه ابوبکر (بازیکن فوتبال)
خلیفه بابكر (انگلیسی: Khalifa Ababacar؛ زادهٔ ۷ ژوئیهٔ ۱۹۸۹) یک بازیکن فوتبال سنگالی تبار اهل قطر است.

## تیم ملی
وی همچنین در تیم ملی فوتبال قطر بازی کرده است.